# 内平野町
内平野町（うちひらのまち）は、大阪府大阪市中央区の町名。現行行政地名は内平野町一丁目から内平野町三丁目。

## 地理
大阪市中央区の北部に位置。北は船越町、南は内淡路町、東は谷町二丁目、南は大手通、西は阪神高速1号環状線の高架下を流れる東横堀川を挟んで平野町とそれぞれ接する。

### 河川
- 東横堀川

## 歴史
1872年（明治5年）に亀山町、大沢町、内平野町2丁目、内平野町の一部を統合し、内平野町1 - 2丁目となった（旧：内平野町の残余は高麗橋詰町と豊後町の各一部となった）。1989年（平成元年）に豊後町の一部を編入し、1 - 3丁目に再編された。土佐堀通から南下し北大江公園を挟んで再び高麗橋通から南下する高倉筋が当町で終わる。

### 町名の由来
船場の平野町の東に位置し、豊臣大坂城の惣構の内であったことから「内」を冠している。

## 世帯数と人口
2019年（平成31年）3月31日現在の世帯数と人口は以下の通りである。
| 丁目           | 世帯数  | 人口    |
| -------------- | ------- | ------- |
| 内平野町一丁目 | 284世帯 | 422人   |
| 内平野町二丁目 | 452世帯 | 697人   |
| 内平野町三丁目 | 47世帯  | 56人    |
| 計             | 783世帯 | 1,175人 |

### 人口の変遷
国勢調査による人口の推移。
| 1995年（平成7年）  | 551人 | [ 5 ] |  |
| 2000年（平成12年） | 554人 | [ 6 ] |  |
| 2005年（平成17年） | 731人 | [ 7 ] |  |
| 2010年（平成22年） | 835人 | [ 8 ] |  |
| 2015年（平成27年） | 945人 | [ 9 ] |  |

### 世帯数の変遷
国勢調査による世帯数の推移。
| 1995年（平成7年）  | 281世帯 | [ 5 ] |  |
| 2000年（平成12年） | 324世帯 | [ 6 ] |  |
| 2005年（平成17年） | 486世帯 | [ 7 ] |  |
| 2010年（平成22年） | 568世帯 | [ 8 ] |  |
| 2015年（平成27年） | 629世帯 | [ 9 ] |  |

## 事業所
2016年（平成28年）現在の経済センサス調査による事業所数と従業員数は以下の通りである。
| 丁目           | 事業所数  | 従業員数 |
| -------------- | --------- | -------- |
| 内平野町一丁目 | 136事業所 | 757人    |
| 内平野町二丁目 | 141事業所 | 1,059人  |
| 内平野町三丁目 | 26事業所  | 816人    |
| 計             | 303事業所 | 2,632人  |

## 施設

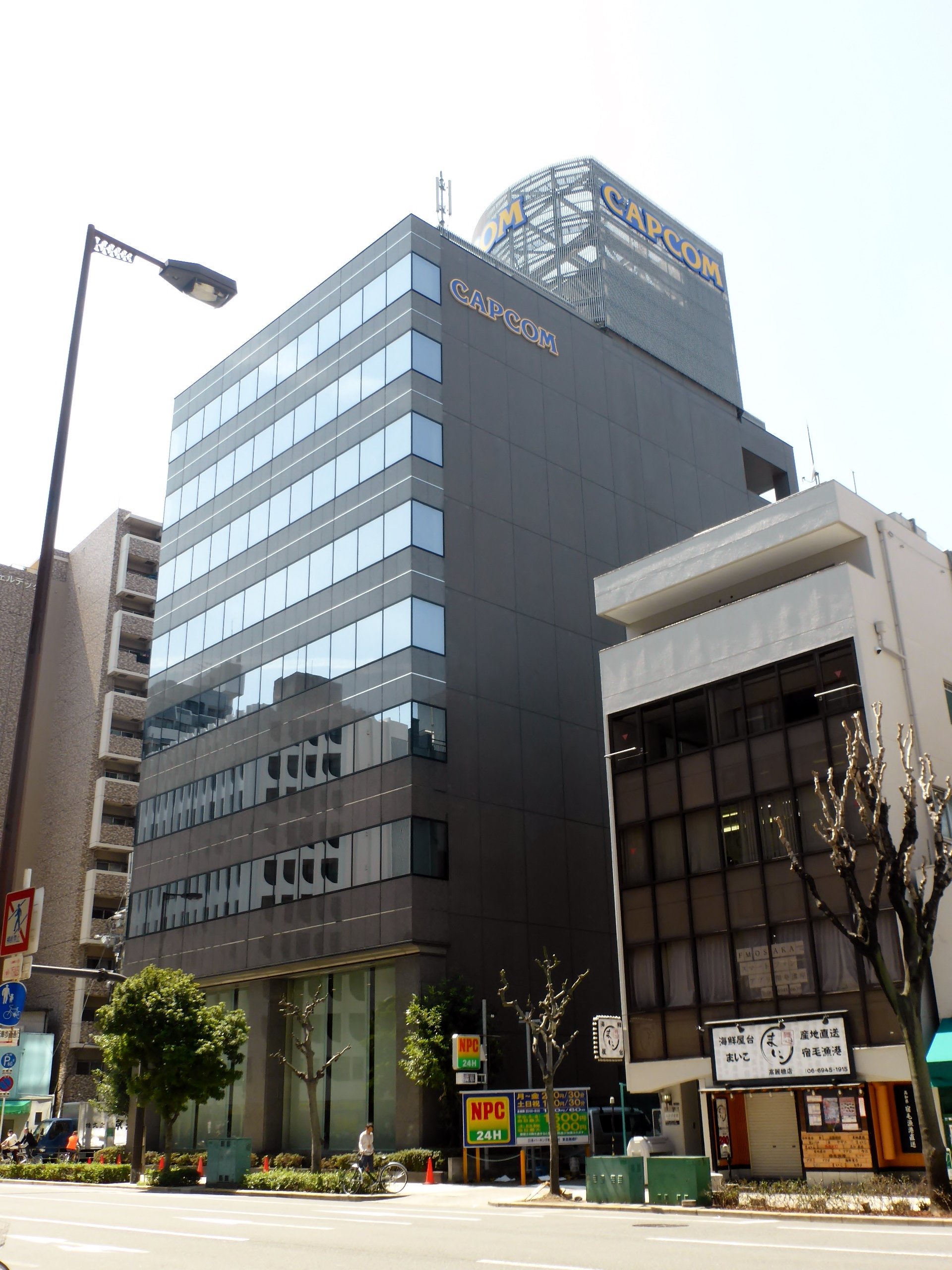
カプコン

- 平野橋
- ミュージカルスクールSTAGE21
- カプコン
- 林純薬
- ロンナー
- 澪標

### かつて存在した施設
- 大商薬品
- フラグシップ
- クローバースタジオ

## 交通

### 鉄道
- 最寄り駅は京阪電気鉄道京阪本線・Osaka Metroの天満橋駅および北浜駅。

### 道路
高速
- 阪神高速1号環状線

主要地方道
- 大阪市道天神橋天王寺線（松屋町筋）

## その他

### 日本郵便
- 〒540-0037[3]（集配局：大阪東郵便局[11]）